# Sinofilippino
I sinofilippini (in filippino Pilipinong Tsino, Tsinoy, o Pilipinong Intsik) sono un'etnia filippina multilingue composta dai cittadini filippini di ascendenza cinese, in buona parte nati e cresciuti nelle Filippine. Costituiscono una delle maggiori comunità cinesi all'estero nell'Asia sud-orientale. Nel 2013 nelle Filippine si contavano circa 1,35 milioni di filippini di ascendenza cinese.

## Caratteristiche
I sinofilippini sono ben rappresentati a tutti i livelli della società filippina, e molti tra loro ricoprono ruoli importanti nell'imprenditoria della nazione. A livello religioso la comunità cinese nelle Filippine rappresenta un caso isolato nell'Asia sud-orientale perché circa l'83% dei suoi membri sono cattolici. Quasi tutti i cittadini filippini di ascendenza cinese, esclusi quelli immigrati di recente dalla Repubblica Popolare Cinese o da Taiwan, si sono sposati o hanno manifestato l'intenzione di sposarsi in una chiesa cristiana.